# Flirtea araguitensis
Flirtea araguitensis is een hooiwagen uit de familie Cosmetidae.